# قائمة سفراء كازاخستان لدى دولة فلسطين
سفير كازاخستان لدى دولة فلسطين هو ممثل كازاخستان الرسمي لدى دولة فلسطين. تعتبر السفارة الكازاخستانية في العاصمة الأردنية عمّان مقر الإقامة للسفير منذ مايو 2011.

## قائمة السفراء
| الترتيب | رئيس البعثة الدبلوماسية                | تاريخ الاعتماد الدبلوماسي | تاريخ الانتهاء | مستوى التمثيل | رئيس كازاخستان      | رئيس دولة فلسطين |
| ------- | -------------------------------------- | ------------------------- | -------------- | ------------- | ------------------- | ---------------- |
|         | بولات سارسينبايف                       | 2 مايو 2012               | سبتمبر 2014    | سفير غير مقيم | نور سلطان نزارباييف | محمود عباس       |
|         | عضمات بيرديباي                         | 7 مايو 2016               | 2020           | سفير غير مقيم | نور سلطان نزارباييف | محمود عباس       |
|         | إيدربيك توماتوف                        | 9 فبراير 2021             | 2023           | سفير غير مقيم | قاسم جومارت توقاييف | محمود عباس       |
|         | طلعت رحيمقولولي شالدانباي (Q132463635) | 13 فبراير 2025            | لا يزال        | سفير غير مقيم | قاسم جومارت توقاييف | محمود عباس       |